# Philippe Vannier
Philippe Vannier (1762-1842, tên tiếng Việt Nguyễn Văn Chấn) là một sĩ quan hải quân và nhà phiêu lưu người Pháp. Ông là một trong những người Pháp đã tham gia vào việc giúp đỡ Nguyễn Ánh trong cuộc chiến với triều Tây Sơn.

## Cuộc đời
Vannier sinh tại Bretagne, một thị xã thuộc Auray. Năm 1778 khi 16 tuổi ông đầu quân vào Hải quân Hoàng gia Pháp và được ghi nhận là đã tham gia cuộc Chiến tranh giành độc lập Hoa Kỳ.
Cuối thế kỷ 18 khi Giám mục Bá Đa Lộc sang Pháp vận động mộ binh giúp chúa Nguyễn Ánh khôi phục ngai vàng thì Philippe Vannier hưởng ứng lên tàu sang Việt Nam. Năm 1790, ông phụng lệnh chúa chỉ huy một chiến thuyền. Ông góp công trong trận đánh Quy Nhơn năm 1792.. Năm 1800, Philippe Vannier được thăng chức, nhận quyền chỉ huy tàu Phụng Phi, chiến thuyền lớn nhất trong lực lượng hải quân của Nguyễn Ánh với 26 súng và 300 lính. Tháng 4 năm 1801, quân chúa Nguyễn lại kéo ra đánh Quy Nhơn. Vannier cầm quân, phó tướng là một người Pháp khác tên Renon từ Saint Malo góp phần thắng lợi nên sau đóVannier được thăng lên hàm Đô đốc chỉ huy Hải quân quân Nguyễn. Trận này đã mở đường cho Nguyễn Ánh tiến ra chiếm Phú Xuân rồi đánh tràn ra tận Bắc Hà.
Sau khi chúa Nguyến Ánh thống nhất sơn hà, lên ngôi lấy niên hiệu Gia Long, lập ra triều Nguyễn thì Vannier nhận quan tước Nhà Nguyễn. Ông lấy một phụ nữ người Việt theo công giáo làm vợ, tên là Nguyễn Thị Sen (sách Pháp ghi là Madeleine Sel-Dong). Hai vợ chồng có 10 người con. Vannier làm quan suốt triều Gia Long sang triều Minh Mệnh, thấy nhà vua có ý bài ngoại không ưa mình nên cáo quan hồi hương cùng lúc Jean-Baptiste Chaigneau cũng xin về Pháp.

Năm 1822, đại sứ nước Anh John Crawfurd trên hành trình đi sứ Xiêm và Cochin China (Việt Nam) đã ghé kinh đô Huế và có sự đón tiếp của hai vị quan gốc Pháp đang làm việc cho nhà Nguyễn là Chaigneau và Vanier.
Ông Vanier là viên quan cao cấp, được nể trọng trong triều và đã ở đây hơn 33 năm. Trước kia ông ấy là sĩ quan thủy binh của Gia Long, đã tham gia cuộc chiến chống Tây Sơn. Khi còn trẻ, Vanier phục vụ hải quân Pháp, và ông ta cùng với quân Hoa Kỳ, đã đánh bại Lord Cornwallis ở Little York; cũng như trận thua của quân Pháp dưới sự chỉ huy của Comte de Grasse trước quân Anh của George Rodney. Vanier cũng nhắc lại chuyến công du năm 1805 của sử giả nước Anh là Roberts. Ông Roberts đã gửi một số tranh có cảnh quân Anh đánh bại quân Ấn Độ trong trận chiến Seringapatam, khiến Gia Long phải bảo: "Toàn quyền Ấn Độ muốn hăm dọa ta...". Vợ ông Vanier là một phụ nữ người Việt, xinh đẹp, cao ráo, và trông giống như người Nam Âu. Cả hai vị quan người Pháp, các bà vợ, thậm chí cả người Hoa đều diện trang phục theo kiểu người Việt. Vanier và Chaigneau đều ủng hộ phái Bảo hoàng, chống lại cách mạng Pháp. Năm 1825, khi làm Thống đốc Singapore, Crawfurd đã gặp lại hai người Pháp này khi họ đang trên đường rời bỏ Cochin China về nước.
Philippe Vannier mất ngày 6 tháng 6 năm 1842 tại Lorient. Năm 1863 sứ bộ Phan Thanh Giản phụng mệnh vua Nguyễn Dực Tông sang Pháp muốn chuộc lại mấy tỉnh Nam Kỳ, bà Vannier lúc ấy đã 73 tuổi mặc áo dài cùng con trai 51 tuổi Michel Vannier và con gái 40 tuổi Marie Vannier đáp tàu lên Paris yết kiến. Sự kiện được chánh sứ Phan Thanh Giản ghi lại trong tập Như Tây sứ trình. Bà mất ở Lorient ngày 6 tháng 4 năm 1878 thọ 87 tuổi.
Một trong những người cháu của ông Emile Vannier tham gia vào chiến dịch xâm lược Việt Nam của Pháp 1863-1864.